# 山本かおり
山本 かおり（やまもと かおり、1987年10月6日 - ）は、日本の女性シンガーソングライター、作曲家。めろんぱんレコード代表。
以前は「山本 薫」（読みは同じ）名義で活動していたが、2009年6月に芸名を「山本 かおり」に改めた。愛称は「もっさん」。

## 人物
- 神奈川県出身[3]（出生地は愛知県新城市）。
- 身長154cm。
- 体重43kg。
- 血液型O型。
- 趣味:カフェに行くこと。
- 特技:マラソン、球技。

## 主な出演作

### テレビ
- 「続・平成夫婦茶碗・第6話」（2002年2月 - 、日本テレビ）
- 「いつみても波瀾万丈・酒井ゆきえ篇」（2002年6月 - 、日本テレビ）
- 「いつみても波瀾万丈・沢松菜生子篇」（2002年8月 - 、日本テレビ）
- 「エコエコアザラク・第5話」（2004年2月 - 、テレビ東京）
- 「NHK高校講座・物理」（2005年4月 - 2009年9月、NHK教育）

### ラジオ
- 「山本かおりの渋谷DEもっさんタイム」（2015年7月 - 2025年1月、渋谷クロスFM）

### CM
- 東京ニュース通信社　TVガイド「私の定番」編（2001年4月 - 1年間）
- 日立ソフト「美匠2」（2003年10月）スチール
- 日立ソフト「鮮烈美写　メイクアップスタジオ」（2004年7月）スチール